# Munida babai
Munida babai is een tienpotigensoort uit de familie van de Munididae. De wetenschappelijke naam van de soort is voor het eerst geldig gepubliceerd in 1976 door Tirmizi & Javed.